# Lev Kopelev

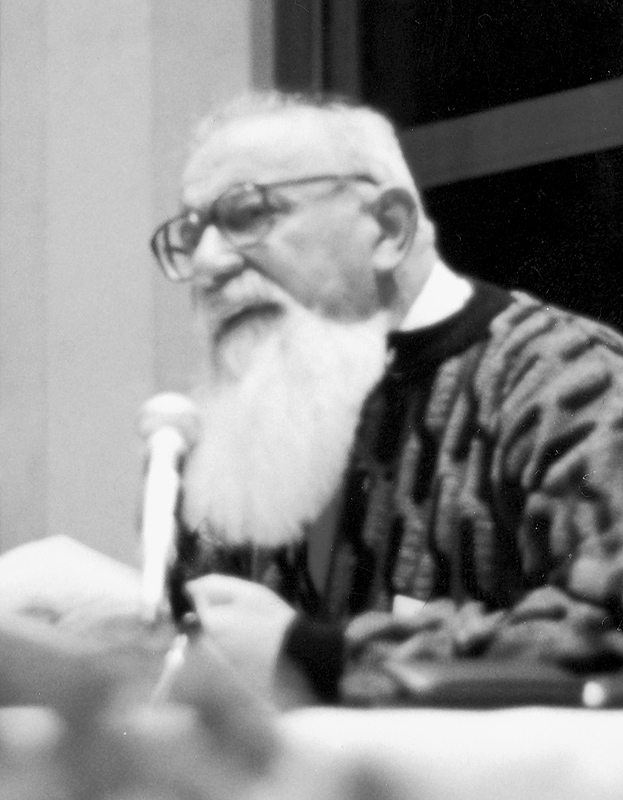
Lev Kopelev in 1980

Lev Sinovjevitsj Kopelev (Russisch: Лев Зиновьевич Копелев) (Kiev, 9 april 1912 – Keulen, 18 juni 1997) was een Russisch germanist, schrijver en dissident.

## Leven

### Jonge jaren
Kopelev werd als zoon van een Joodse agronoom geboren te Kiev en studeerde germanistiek, geschiedenis en filosofie in Charkov. 
Al tijdens zijn studie, vanaf 1926, begon Kopelev regelmatig artikelen te publiceren als idealistisch communist en actief bolsjewiek. In 1929 werd hij niettemin gearresteerd en enige dagen vastgehouden vanwege “samenspannen met de Boecharinistische- en Trotskistische oppositie”. Begin jaren dertig was hij als radioreporter in Oekraïne getuige van de gedwongen graanheffingen door de NKVD, de deportatie van de “Koelakken” en de Holodomor (de hongersnood in Oekraïne in 1932-1933). Van deze rampspoed doet hij later uitgebreid en op ontegenzeggelijk aangrijpende wijze verslag in zijn memoires “En ik schiep mezelf een afgod” (1976).

### Oorlog, Goelag
Tijdens de Tweede Wereldoorlog diende Kopelev, vanwege zijn kennis van het Duits, in het Rode Leger als tolk en propaganda-medewerker. Hij was getuige van de intocht van het Rode Leger in Oost-Pruisen en gaf scherpe kritiek op de door zijn medesoldaten begane wreedheden tegen het Duitse volk. Na de oorlog kwam hem dat te staan op tien jaar Goelag, waar hij Solzjenitsyn ontmoette (Kopelev staat model voor Rubin in Solzjenitsyns roman In de eerste cirkel).

### Dissident
In 1954 kwam Kopelev vrij en in 1956 werd hij gerehabiliteerd. Hij trouwde met Raissa Orlova en werd leraar. Aanvankelijk had Kopelev veel vertrouwen in de “dooi” onder Chroesjtsjov en hij speelde een belangrijke rol in de publicatie van Solzjenitsyns Een dag uit het leven van Ivan Denisovitsj in 1962, hetgeen toen een sensatie veroorzaakte in de Sovjet-Unie. Vanaf midden jaren zestig begon Kopelev echter meer en meer het geloof in het communisme te verliezen. Hij begon zich actief in te zetten voor andersdenkenden zoals Solzjenitsyn en Sacharov en zijn woning werd in toenemende mate een inloopplaats voor dissidenten. Al snel kwam hij zo opnieuw in conflict met de Sovjet-autoriteiten en in 1968 werd hij dan ook ontslagen op zijn werk en uit de schrijversbond gestoten, onder meer ook omdat hij protest had aangetekend tegen de verbanning van de dissidenten Andrej Sinjavski en Joeli Daniël.
In de jaren zeventig stond Kopelev wereldwijd bekend als prominent dissident. Zijn werken circuleerden in Samizdat-uitgaven en werden gepubliceerd in het Westen. Grote bekendheid verkreeg hij door zijn memoires Voor eeuwig bewaren (1976).

### In asiel

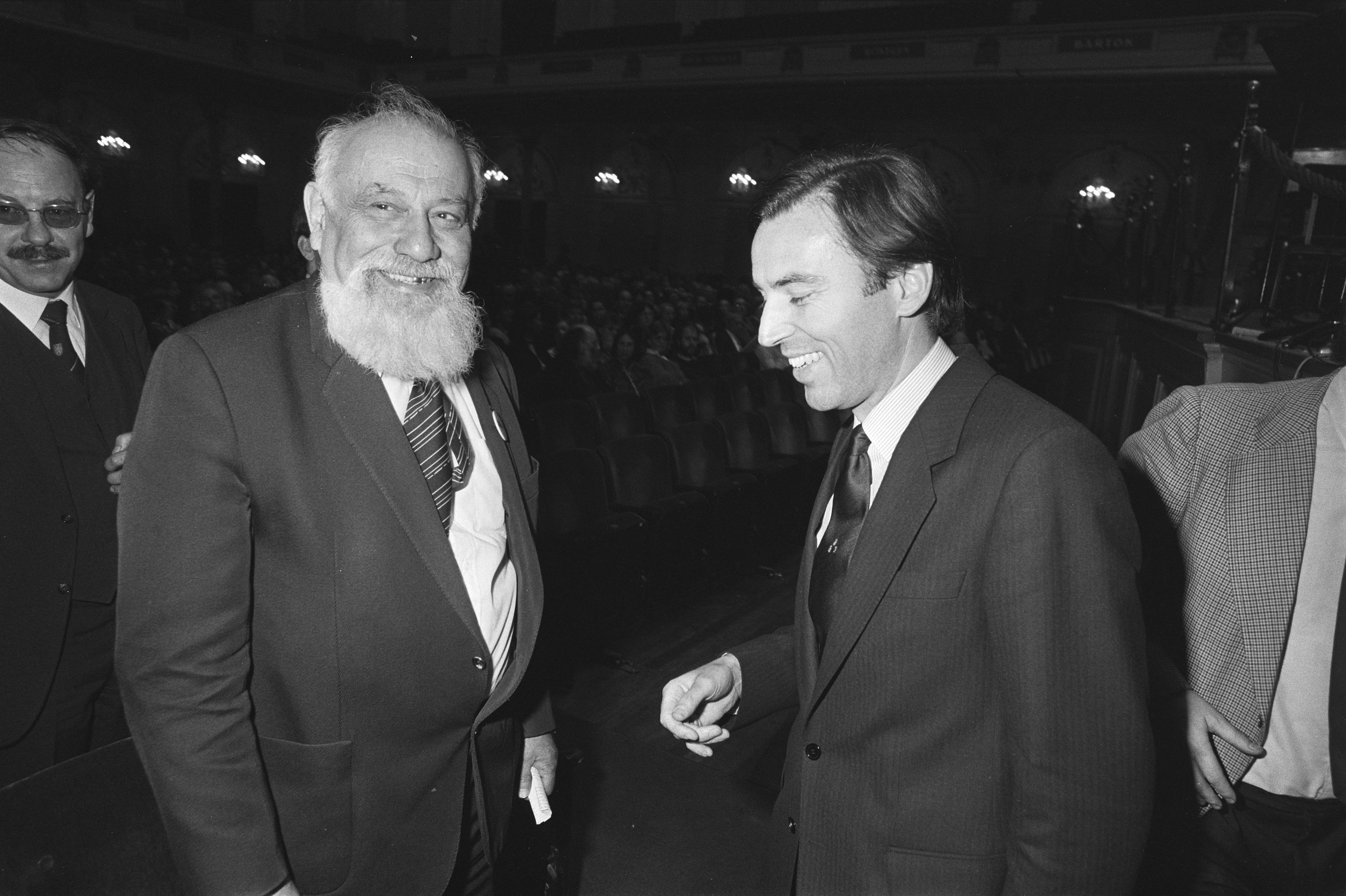
Lev Kopelev in Amsterdam (1980)

In 1980 kregen Kopelev en zijn vrouw onverwacht toestemming naar het Westen te reizen, waarna ze asiel aanvroegen in West-Duitsland. In de jaren tachtig zette hij zich in als humanist en voorvechter van de mensenrechten. Ook was hij actief als geschiedeniswetenschapper en publiceerde met name over de wederzijdse waarneming door Oost en door West.
Tijdens de perestrojka kon Kopelev zijn "geliefde" Rusland in 1989 en 1990 nog twee keer bezoeken. Hij stierf in 1997 in Keulen.

## Werken (selectie)
- Wij woonden in Moskou ("Мы жили в Москве"), 1974
- En ik schiep mezelf een afgod ("И сотворил себе кумира"), 1976
- Voor eeuwig bewaren ("Хранить вечно"), 1976
- Verlicht mijn zorgen: een herinnering ("Утоли моя печали"), 1981
- Geen gevangenis voor gedachten ("О правде и терпимости"), 1982
- Heilige Doctor Fyodor Petrovich ("Святой доктор Федор Петрович"), 1985